# Tage Madsen
Tage Madsen (* 1. Februar 1919; † 2004) war ein dänischer Badmintonspieler.

## Karriere
Tage Madsen kann als größten Erfolg den Gewinn der All England 1939 im Herreneinzel für sich verbuchen. Des Weiteren gewann er 21 dänische Meistertitel. Er siegte ebenfalls bei den Welsh International, den Denmark Open und den India Open.

## Erfolge
| Saison    | Veranstaltung                                    | Disziplin    | Platz | Name                                                      |
| --------- | ------------------------------------------------ | ------------ | ----- | --------------------------------------------------------- |
| 1936/1937 | Dänemark: Einzelmeisterschaften                  | Herrendoppel | 1     | Tage Madsen / Carl Frøhlke, Skovshoved IF                 |
| 1936/1937 | Dänemark: Einzelmeisterschaften der Junioren U19 | Herreneinzel | 1     | Tage Madsen, Skovshoved                                   |
| 1938      | Demark Open                                      | Herrendoppel | 1     | Carl Frøhlke / Tage Madsen                                |
| 1937/1938 | Dänemark: Einzelmeisterschaften                  | Mixed        | 1     | Tage Madsen / Bodil Strømann, Skovshoved IF               |
| 1937/1938 | Dänemark: Einzelmeisterschaften                  | Herrendoppel | 1     | Tage Madsen / Carl Frøhlke, Skovshoved IF                 |
| 1937/1938 | Dänemark: Einzelmeisterschaften                  | Herreneinzel | 1     | Tage Madsen, Skovshoved IF                                |
| 1938      | Welsh International                              | Herreneinzel | 1     | Tage Madsen                                               |
| 1939      | Denmark Open                                     | Herreneinzel | 1     | Tage Madsen                                               |
| 1938/1939 | Dänemark: Einzelmeisterschaften                  | Mixed        | 1     | Tage Madsen / Ruth Dalsgaard, Skovshoved IF               |
| 1939      | All England                                      | Herreneinzel | 1     | Tage Madsen                                               |
| 1939/1940 | Dänemark: Einzelmeisterschaften                  | Herreneinzel | 1     | Tage Madsen, Skovshoved IF                                |
| 1939/1940 | Dänemark: Einzelmeisterschaften                  | Mixed        | 1     | Tage Madsen / Ruth Dalsgaard, Skovshoved IF               |
| 1939/1940 | Dänemark: Einzelmeisterschaften                  | Herrendoppel | 1     | Tage Madsen / Carl Frøhlke, Skovshoved IF                 |
| 1940/1941 | Dänemark: Einzelmeisterschaften                  | Herrendoppel | 1     | Tage Madsen / Carl Frøhlke, Skovshoved IF                 |
| 1941/1942 | Dänemark: Einzelmeisterschaften                  | Herrendoppel | 1     | Tage Madsen / Carl Frøhlke, Skovshoved IF                 |
| 1941/1942 | Dänemark: Einzelmeisterschaften                  | Herreneinzel | 1     | Tage Madsen, Skovshoved IF                                |
| 1941/1942 | Dänemark: Einzelmeisterschaften                  | Mixed        | 1     | Tage Madsen / Ruth Dalsgaard, Skovshoved IF               |
| 1942/1943 | Dänemark: Einzelmeisterschaften                  | Herreneinzel | 1     | Tage Madsen, Skovshoved IF                                |
| 1943/1944 | Dänemark: Einzelmeisterschaften                  | Herreneinzel | 1     | Tage Madsen, Skovshoved IF                                |
| 1943/1944 | Dänemark: Einzelmeisterschaften                  | Herrendoppel | 1     | Tage Madsen / Carl Frøhlke, Skovshoved IF                 |
| 1944/1945 | Dänemark: Einzelmeisterschaften                  | Herrendoppel | 1     | Tage Madsen / Carl Frøhlke, Skovshoved IF                 |
| 1944/1945 | Dänemark: Einzelmeisterschaften                  | Herreneinzel | 1     | Tage Madsen, Skovshoved IF                                |
| 1945/1946 | Dänemark: Einzelmeisterschaften                  | Mixed        | 1     | Tage Madsen, Skovshoved IF / Kirsten Thorndahl, Amager BC |
| 1945/1946 | Dänemark: Einzelmeisterschaften                  | Herreneinzel | 1     | Tage Madsen, Skovshoved IF                                |
| 1945/1946 | Dänemark: Internationale Meisterschaften         | Mixed        | 1     | Tage Madsen / Kirsten Thorndahl                           |
| 1946/1947 | Dänemark: Internationale Meisterschaften         | Mixed        | 1     | Tage Madsen / Kirsten Thorndahl                           |
| 1947      | Indien: Einzelmeisterschaften                    | Mixed        | 1     | Tage Madsen / Suman Deodhar                               |
| 1947      | All England                                      | Mixed        | 2     | Tage Madsen / Kirsten Thorndahl                           |
| 1947      | All England                                      | Herrendoppel | 1     | Tage Madsen / Poul Holm                                   |
| 1947/1948 | Dänemark: Internationale Meisterschaften         | Herrendoppel | 1     | Børge Frederiksen / Tage Madsen                           |
| 1947/1948 | Dänemark: Internationale Meisterschaften         | Mixed        | 1     | Tage Madsen / Kirsten Thorndahl                           |
| 1948/1949 | Dänemark: Einzelmeisterschaften                  | Mixed        | 1     | Tage Madsen, Skovshoved IF / Kirsten Thorndahl, Amager BC |
| 1948/1949 | Dänemark: Einzelmeisterschaften                  | Herrendoppel | 1     | Tage Madsen / Børge Frederiksen, Skovshoved IF            |